# Hubertus Seyffardt
Hubertus Seyffardt (* 13. November 1956) ist ein deutscher Journalist. Er war zwischen 1986 und 2004 als Radiomoderator bei SWR3, SWR1, hr3 und Radio RPR mit eigenen Sendungen und Formaten tätig. Auch wurde er gelegentlich als Sprecher für Sat.1 und ZDF eingesetzt.
Bei hr3 moderierte er über 5000 Sendestunden und betreute insgesamt 14 Jahre lang regelmäßig die ARD-Popnacht für den SWR und HR. Seit 2004 ist er für den niederländischen Campingführer-Anbieter ACSI als Vertriebsleiter tätig.